# 霍爾拜因橋
霍爾拜因橋（德語：Holbeinsteg）是位於德國城市法蘭克福的一座橋樑。霍爾拜因橋是一座行人專用橋，於1990年開始建設，長210米。

## 外部連結
- Structurae数据库中霍爾拜因橋的数据

- 360°-Ansicht vom Holbeinsteg